# Hugh Burden
Hugh Burden (* 3. April 1913 in Colombo (Ceylon); † 17. Mai 1985 in London) war ein britischer Schauspieler und Dramatiker.

## Leben
Burden wurde 1913 in Colombo, der Hauptstadt der britischen Kolonie Ceylon (heute Sri Lanka), als Sohn eines Kolonialbeamten geboren. In Großbritannien wurde er durch seine zahlreichen Fernsehrollen bekannt. In der Fernsehserie Der Spürsinn des Mr. Reeder (16 Episoden, 1969–1971), die auf Edgar Wallace’ Kriminalroman Der sechste Sinn des Mr. Reeder basierte, spielte Burden die Hauptfigur J.G. Reeder. Der Spürsinn des Mr. Reeder wurde 1980 im Fernsehen der DDR ausgestrahlt.

## Filmografie (Auswahl)
- 1942: One of Our Aircraft Is Missing
- 1953: Malta Story (Malta Story) – Regie: Brian Desmond Hurst
- 1966: Finale in Berlin (Funeral in Berlin)
- 1968: Der Mann mit dem Koffer (Man in a Suitcase, Fernsehserie, 1 Folge)
- 1971: Das Grab der blutigen Mumie (Blood from the Mummy's Tomb)
- 1972: The Ruling Class
- 1975: Wer hat unseren Dinosaurier geklaut? (One of Our Dinosaurs Is Missing)